# Afro Samurai (gra komputerowa)
Afro Samurai – gra wideo na PlayStation 3 i Xboksa 360, bazująca na mandze i serialu o tej samej nazwie. Początkowo gra zapowiedziana była na luty 2008, przez magazyn Play, ale ostatecznie została wydana 27 stycznia 2009. Gra została stworzona przez Namco Bandai Games i wydana przez oddział Surge.

## Rozgrywka
Afro Samurai jest grą 3D akcji z elementami platformówki. Rozgrywka polega na używaniu kopnięć, uderzeń, bloków i łączonych combos’ów. Większość poziomów kończy się walką z bossem.

## Produkcja
Członek amerykańskiej grupy Wu-Tang Clan, RZA jest odpowiedzialny za muzykę, lecz ze względu na ograniczony czas nie mógł w pełni przyczynić się do produkcji. Zamiast tego użyto utworów z wcześniejszych odcinków serialu.

## Oceny
| Magazyn                          | PlayStation 3 | Xbox 360      |
| -------------------------------- | ------------- | ------------- |
| GameRankings                     | 66.90%        | 69.38%        |
| Gamestyle                        | --            | [ 8 ]         |
| Gaming Target                    | --            | [ 9 ]         |
| PALGN                            | --            | [ 10 ]        |
| NZGamer                          | --            | [ 11 ]        |
| Console Monster                  | --            | 62%           |
| Gameplanet                       | [ 13 ]        | [ 14 ]        |
| PSX Extreme                      | [ 15 ] [ 16 ] | [ 15 ] [ 16 ] |
| Gameplayer                       | --            | 7/10 gwiazdek |
| D+PAD Magazine                   | --            | 3/5 gwiazdek  |
| WonderwallWeb                    | --            | [ 17 ]        |
| XboxAddict                       | --            | [ 18 ]        |
| Gamer Limit                      | [ 19 ]        | --            |
| Playstation Official Magazine AU | 6/10 gwiazdek | --            |
| Video Game Talk                  | [ 20 ]        | --            |
| AceGamez                         | [ 21 ]        | --            |
| ImpulseGamer                     | 69%           | --            |
| Games Master UK                  | 7/10 gwiazdek | --            |
| Console Obsession                | [ 23 ]        | --            |
| Armchair Empire                  | [ 24 ]        | --            |
| Playstation Official Magazine UK | 5/10 gwiazdek | --            |
| ”--” nie notowany przez magazyn  |               |               |